# Оллифф, Томас
Томас Оллифф (англ. Thomas Olliffe, 1813 год, Ирландия — 13 мая 1859 года) — католический прелат и миссионер, первый апостольский викарий Восточной Бенгалии с 15 февраля 1850 года по 13 мая 1859 года.

## Биография
26 августа 1843 года римский папа Григорий XVI назначил его титулярным епископом Милоса и вспомогательным епископом Апостольского викариата Бенгалии с центром в Калькуте. 8 октября 1843 года в Соборе Пресвятой Девы Марии и Святой Анны в Корке состоялось его рукоположение в епископы, которое совершил епископ Корка Джон Мёрфи в сослужении с епископом Керри Корнелиусом Эганом и епископом Питтсбурга Майклом O’Коннором.
15 февраля 1850 года Папа Римский Пий IX учредил апостольский викариат Восточной Бенгалии с центром в Дакке, выделив его из апостольского викариата Бенгалии (сегодня — архиепархия Калькутты) и назначил Томаса Оллиффа первым апостольским викарием Восточной Бенгалии.
Скончался в мае 1859 года.